# Pouillé-les-Côteaux
Pouillé-les-Côteaux è un comune francese di 851 abitanti situato nel dipartimento della Loira Atlantica nella regione dei Paesi della Loira.

## Società

### Evoluzione demografica
Abitanti censiti